# Wladislaw Gennadjewitsch Jakowlew
Wladislaw Gennadjewitsch Jakowlew (russisch Владислав Геннадьевич Яковлев; * 14. Februar 2002) ist ein russischer Fußballspieler.

## Karriere

### Verein
Jakowlew begann seine Karriere bei ZSKA Moskau. Im Februar 2021 stand er gegen Lokomotive Moskau erstmals im Profikader ZSKAs. Sein Debüt für die Profis in der Premjer-Liga gab er im April 2021, als er am 25. Spieltag der Saison 2020/21 gegen Rotor Wolgograd in der 88. Minute für Chidera Ejuke eingewechselt wurde. Bis Saisonende kam er zu zwei Einsätzen in der höchsten russischen Spielklasse. Im August 2021 erzielte der Angreifer bei einem 2:0-Sieg der Moskauer gegen Achmat Grosny sein erstes Profitor. In der Saison 2021/22 kam er zu 16 Einsätzen, in denen er einmal traf.
Nach weiteren neun Einsätzen bis zur Winterpause 2022/23 wurde Jakowlew im Januar 2023 an den Ligakonkurrenten FK Nischni Nowgorod verliehen. Für Nischni Nowgorod kam er bis Saisonende zu elf Einsätzen im Oberhaus.
Zur Saison 2023/24 kehrte Jakowlew zunächst nach Moskau zurück. Ende Juli 2023 wurde er dann an den Zweitligisten FK Chimki weiterverliehen. Während der Leihe kam er verletzungsbedingt nur zu sieben Einsätzen in der Perwenstwo FNL. Zur Saison 2024/25 kehrte er nach Moskau zurück.

### Nationalmannschaft
Jakowlew spielte im September 2022 erstmals für die russische U-21-Auswahl.